# Círculo de controle de qualidade
Um Círculo de Controle de Qualidade (CCQ) é um conjunto de colaboradores que voluntariamente realizam reuniões regularmente em busca da qualidade em suas organizações.
Os círculos de qualidade iniciaram no Japão em 1962. Kaoru Ishikawa é considerado o criador dos Círculos de Qualidade.